# 高士文
高士文（？—1407年），陝西等處行中書省奉元路咸陽縣（今陝西省咸陽市）人，明朝軍事將領。
洪武年間，其以小校從征雲南及金山有功，為燕山左護衛百戶。后跟從朱棣發動靖難之役，累官都督僉事。此後跟從張輔征戰交阯。永樂五年，在追討胡季犛餘黨時候，中飛石死。追封建平伯，令其子高福嗣，祿千三百石，予世券。